# Diocesi di Jelgava
La diocesi di Jelgava (in latino Dioecesis Ielgavensis) è una sede della Chiesa cattolica in Lettonia suffraganea dell'arcidiocesi di Riga. Nel 2021 contava 61.875 battezzati su 177.820 abitanti. La sede è vacante.

## Territorio
La diocesi comprende la parte meridionale della Lettonia, corrispondente alla storica regione della Semgallia.
Sede vescovile è la città di Jelgava, dove si trova la cattedrale dell'Immacolata Vergine Maria.
Il territorio è suddiviso in 48 parrocchie.

## Storia
La diocesi è stata eretta il 2 dicembre 1995 con la bolla Apostolicum ministerium di papa Giovanni Paolo II, ricavandone il territorio dalla diocesi di Liepāja.

## Cronotassi dei vescovi
Si omettono i periodi di sede vacante non superiori ai 2 anni o non storicamente accertati.
- Antons Justs † (7 dicembre 1995 - 22 luglio 2011 ritirato)
- Edvards Pavlovskis (22 luglio 2011 - 5 gennaio 2025 dimesso)
  - Zbigņevs Stankevičs[1], dal 5 gennaio 2025 (amministratore apostolico)

## Statistiche
La diocesi nel 2021 su una popolazione di 177.820 persone contava 61.875 battezzati, corrispondenti al 34,8% del totale.
| anno | popolazione | popolazione | popolazione | presbiteri | presbiteri | presbiteri | presbiteri                | diaconi | religiosi | religiosi | parrocchie |
| anno | battezzati  | totale      | %           | numero     | secolari   | regolari   | battezzati per presbitero | diaconi | uomini    | donne     | parrocchie |
| ---- | ----------- | ----------- | ----------- | ---------- | ---------- | ---------- | ------------------------- | ------- | --------- | --------- | ---------- |
| 1999 | 90.000      | 418.250     | 21,5        | 17         |            | 17         | 5.294                     |         |           | 6         | 45         |
| 2000 | 90.000      | 418.250     | 21,5        | 17         |            | 17         | 5.294                     |         |           | 7         | 45         |
| 2001 | 90.000      | 418.250     | 21,5        | 17         |            | 17         | 5.294                     |         |           | 6         | 45         |
| 2002 | 89.820      | 329.724     | 27,2        | 18         | 3          | 21         | 4.277                     |         | 6         | 8         | 50         |
| 2003 | 90.020      | 329,724     | 27,3        | 19         | 3          | 22         | 4.091                     |         | 9         | 8         | 58         |
| 2004 | 90.020      | 329.724     | 27,3        | 21         | 3          | 24         | 3.750                     |         | 5         | 7         | 58         |
| 2006 | 90.520      | 329.724     | 27,5        | 25         | 22         | 3          | 3.620                     |         | 6         | 6         | 59         |
| 2010 | 80.520      | 329.724     | 24,4        | 27         | 25         | 2          | 2.982                     |         | 4         | 2         | 59         |
| 2013 | 67.700      | 277.200     | 24,4        | 24         | 22         | 2          | 2.820                     |         | 2         | 3         | 59         |
| 2016 | 77.880      | 211.707     | 36,8        | 23         | 21         | 2          | 3.386                     |         | 2         | 3         | 59         |
| 2019 | 75.300      | 215.700     | 34,9        | 24         | 22         | 2          | 3.137                     |         | 5         | 4         | 48         |
| 2021 | 61.875      | 177.820     | 34,8        | 24         | 22         | 2          | 2.578                     |         | 4         | 3         | 48         |